# Joakim Persson (football, 1975)
Joakim Persson, né le 3 avril 1975 à Helsingborg en Suède, est un footballeur international suédois qui évolue au poste de défenseur central ou de milieu central reconverti entraîneur.

## Biographie

### En club
Né à Helsingborg en Suède, Joakim Persson est formé par le Högaborgs BK mais c'est avec le Malmö FF, qu'il rejoint en 1992, qu'il commence sa carrière professionnelle. Considéré comme un grand talent en Suède, il rejoint l'Italie et l'Atalanta Bergame en 1996, mais il joue peu et ne parvient pas à s'y imposer. Il retourne finalement en Suède deux ans plus tard en signant à l'IFK Göteborg mais son passage à Göteborg n'est pas glorieux et il est très critiqué.
En 2000, Joakim Persson rejoint l'Esbjerg fB. Le club évolue en deuxième division danoise lorsqu'il est élu joueur de la saison au Esbjerg fB, en 2000-2001, année où le club est également promu.
En juillet 2002, il rejoint librement le FC Hansa Rostock, le transfert est annoncé dès le mois d'avril. Il joue son premier match sous ses nouvelles couleurs le 14 août 2002, lors de la première journée de la saison 2002-2003 de Bundesliga face au TSV 1860 Munich. Il est titularisé au milieu de terrain et son équipe s'impose par deux buts à zéro ce jour-là.
Il signe au Stabæk Fotball en 2005, mais quitte le club en 2006 après la relégation du club norvégien en deuxième division. Persson, qui souhaite retourner dans son pays natal, termine ensuite sa carrière au Landskrona BoIS, club évoluant alors en Superettan (D2).

### En sélection
Joakim Persson honore sa première sélection avec l'équipe nationale de Suède le 9 février 1997, lors d'un match amical contre la Roumanie. Il est titulaire lors de cette rencontre remportée par son équipe sur le score de deux buts à zéro. Il marque son premier et unique but avec la Suède le 16 février 1997, lors d'un match amical remporté par les Suédois contre la Thaïlande (1-3 score final).

### Carrière d'entraîneur
Après sa carrière, Joakim Persson devient entraîneur. Il dirige l'équipe première du Ängelholms FF à partir de 2011, avant d'être limogé en juillet 2015 en raison d'un mauvais début de saison.
En novembre 2015, Persson retrouve un poste d'entraîneur, au Kristianstad FC (en), une équipe évoluant alors en Division 1 (soit la troisième division du championnat suédois).
En novembre 2017, Joakim Persson devient le nouvel entraîneur principal de Varbergs BoIS. Il commence sa mission à partir de janvier 2018, signant un contrat de trois ans. Alors que le club évolue dans la Superettan, il parvient à le mener à la deuxième place lors de la saison 2019, permettant à Varbergs BoIS d'accéder à l'Allsvenskan pour la première fois de son histoire.
Le 28 juin 2023, Joakim Persson quitte Varbergs BoIS où il était en poste depuis 2018, pour devenir l'entraîneur principal de l'AC Horsens, au Danemark.

## Vie privée
Joakim Persson est le père d'Oliver Alfonsi, lui aussi footballeur professionnel.

## Palmarès
Esbjerg fB
- Championnat du Danemark de deuxième division (1) :
  - Champion : 2000-2001.